# Autoroute A44 (Portugal)
Pour les articles homonymes, voir A44.
L'autoroute portugaise A44 (en portugais : Autoestrada A44) est une courte autoroute dans la périphérie-sud de Porto qui relie les autoroutes A29 et A20 en passant par Vila Nova de Gaia. Celle-ci fait partie de l'itinéraire de la rocade interne de Porto (VCI) entre l'A1 et l'A20.
Il s'agit d'une autoroute gratuite pour les usagers concédée à Ascendi sur le tronçon Gulpilhares–Coimbrões et à Brisa sur le tronçon Coimbrões–A20.

## Historique des ouvertures
| Tronçon    | Mise en service | Concessionnaire     | Longueur |
| ---------- | --------------- | ------------------- | -------- |
| – Madalena | 2004            | SCUT Costa da Prata | 3,1 km   |
| Madalena – | 2000            | SCUT Costa da Prata | 0,9 km   |
| –          | 2007            | AEDS                | 4,8 km   |

## Description du tracé
|                                                       | Dénomination                   | Destinations | Bandes |
| ----------------------------------------------------- | ------------------------------ | ------------ | ------ |
|                                                       |                                |              | 2×2    |
| 1                                                     | Francelos N 109                |              |        |
| 2                                                     | Valadares-Nord                 |              |        |
| 3                                                     | Madalena                       |              |        |
| Début de la section de la rocade interne de Porto VCI |                                |              |        |
| 4                                                     | Coimbrões                      |              | 2×2    |
| 5                                                     | Coimbrões                      |              | 2×2    |
| 6                                                     | Via Eng. Edgar Cardoso         |              | 2×2    |
|                                                       | Túnel Soares dos Reis          |              | 2×2    |
|                                                       | Zone commerciale Av. República |              | 2×2    |
| 7                                                     | Av. República                  |              | 2×2    |
| 8                                                     | Rua Raimundo Carvalho          |              | 2×2    |
| 9                                                     |                                |              | 2×2    |

## Galerie d'images

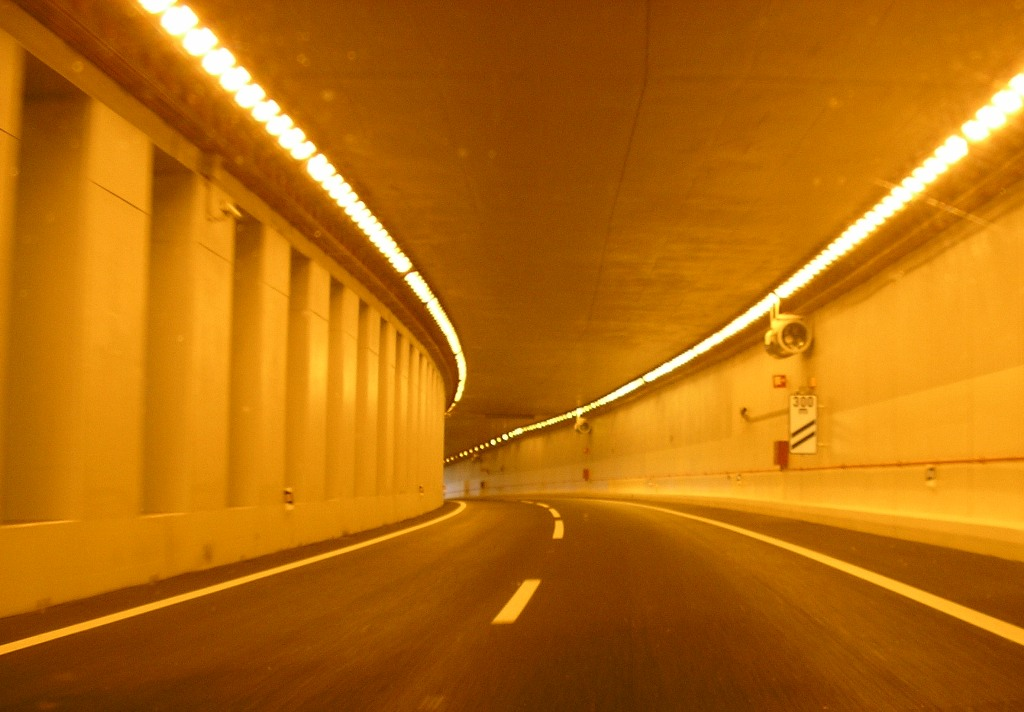
Tunnel sous le jardin Soares dos Reis à Vila Nova de Gaia.